# Tommy Hansson
Pour les articles homonymes, voir Hansson.
Tommy Hansson, de son nom complet Alf Gunnar Tommy Hansson, est un footballeur suédois né le 9 janvier 1956 à Malmö. Il évoluait au poste d'attaquant.

## Biographie

### En club
Tommy Hansson commence sa carrière dans le club de sa ville natale Malmö en 1975,.
Avec Malmö, il est sacré Champion de Suède à deux reprises et remporte trois coupes nationales.
Lors de la campagne de Coupe des clubs champions en 1978-79, il dispute 8 matchs. Il inscrit notamment le but victorieux en demi-finale retour contre l'Austria Vienne (victoire 1-0 en score cumulé). Il est titulaire lors de la finale contre Nottingham Forest perdue 0-1,.
Hansson dispute les deux rencontres de la Coupe intercontinentale 1979 contre le Club Olimpia perdue 3-1 sur les deux matchs,.
Il rejoint en 1981 l'IFK Malmö.
De 1985 à 1987, il représente le Lunds BK.
Après une dernière saison sous les couleurs du Trelleborgs FF, Hansson raccroche les crampons.

### En équipe nationale
International suédois, il reçoit une unique sélection en équipe de Suède pour aucun but marqué en 1977,.
Il joue le 20 juillet 1977 contre l'Islande (victoire 1-0 à Reykjavik) en amical.

## Palmarès
Malmö FF
| - Championnat de Suède (2) : - Champion : 1975 et 1977. - Vice-champion : 1976, 1978 et 1980. - Coupe de Suède (3) : - Vainqueur : 1974-75, 1977-78 et 1979-80 |  | - Coupe des clubs champions : - Finaliste : 1978-79. - Coupe intercontinentale : - Finaliste : 1979. |